# Термофіли

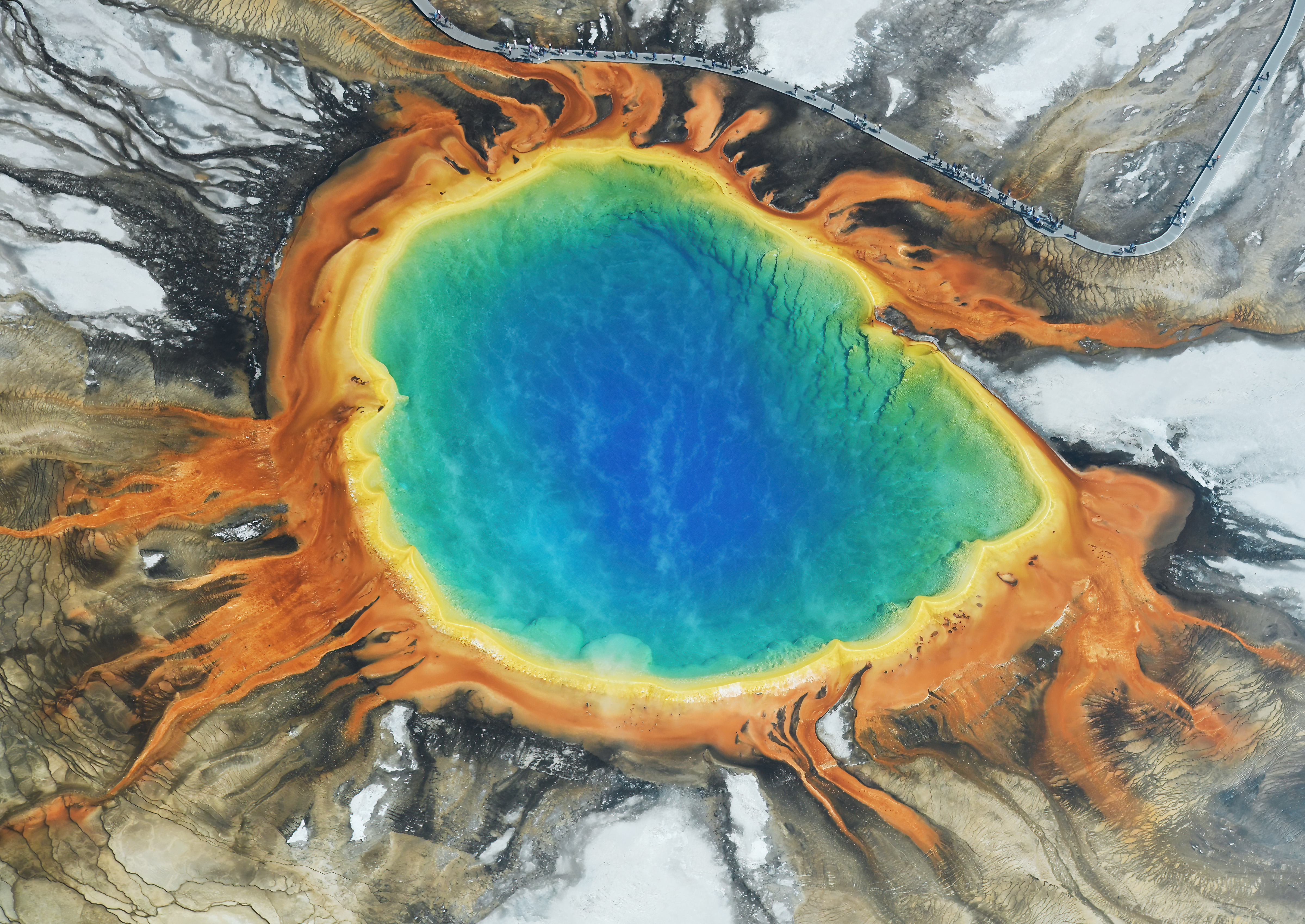
Велике призматичне джерело в Єллоустоунському національному парку своїми яскравими кольорами завдячує деяким термофілам

Термофі́ли (thermophilus — теплолюбний; лат. -phǐlus, a, um від грец. phileo — люблю) — тип екстремофілів, організми, які живуть при відносно високих температурах, понад 45 °C. Багато термофілів є археями. Термофіли були знайдені в різних геотермальних регіонах Землі, наприклад, гарячих джерелах, схожих на джерела Єллоустоунського національного парку (див. зображення) і морських гідротермальних джерелах. Передумовою їхнього виживання є те, що термофіли мають ферменти, які можуть функціонувати при високих температурах. У молекулярній біології і у виробництві миючих засобів використовуються деякі з цих ферментів (наприклад, теплостійка ДНК-полімераза у полімеразній ланцюговій реакції).
Термофіли поділяються на облігатних і факультативних: облігатні термофіли (також відомі як крайні термофіли) постійно вимагають таких високих температур для росту, але факультативні термофіли (помірні термофіли) можуть рости як при високих температурах, так і при низьких (нижче за 50 °C). Гіпертермофіли — деякі екстремальні термофіли, для яких оптимальні температури вищі за 80 °C.
У 1880-х роках з гарячих джерел було виділено багато екстремальних термофільних бактерій з температурним максимумом до +110 °C (Thermus aquaticus, Sulfolobus acidocaldarius, а також представники родів Thermoplasma і Thermoproteus). Серед еукаріотів екстремальних термофілів не виявлено.